# Laver Cup
De Laver Cup is een naar de Australisch tennisser Rod Laver vernoemd tennistoernooi, dat gespeeld wordt op een hardcourtbaan. Twee teams bestaande uit mannelijke tennissers, Team Europa en Team Wereld, spelen in een periode van drie dagen meerdere wedstrijden tegen elkaar. Team Wereld bestaat daarbij uit niet-Europese spelers. De teams van zes spelers worden geleid door een voormalig tennisser die de rol van aanvoerder op zich neemt. Elke aanvoerder mag twee spelers selecteren; de overige acht deelnemers kwalificeren zich op basis van hun ranking op de ATP Rankings. De aanvoerder beslist eveneens dagelijks welke tennissers in actie komen, al dient elk teamlid minstens één keer in actie te komen. Het doel van het toernooi is om dertien punten te behalen als team. Op speeldag één zijn gewonnen wedstrijden één punt waard, op dag twee twee punten en op dag drie drie punten. Dagelijks worden drie enkelspelpartijen en één dubbelspelpartij afgewerkt.

De eerste editie van het toernooi vond plaats in september 2017 in de O2 Arena in Praag, Tsjechië. De hardcourtbanen zijn volledig zwart, wat niet eerder voorkwam. De organisatie gebruikte speciale verf om de baan de zwartste kleur te kunnen geven. In 2018 vond de Laver Cup plaats in Chicago, de Verenigde Staten; elk jaar zal het toernooi op een andere locatie plaatsvinden, afwisselend in Europa en Amerika. Eerst werd beslist om het toernooi niet te houden tijdens olympische jaren, maar later werd op deze beslissing teruggekomen omwille van positieve spelerscommentaren.

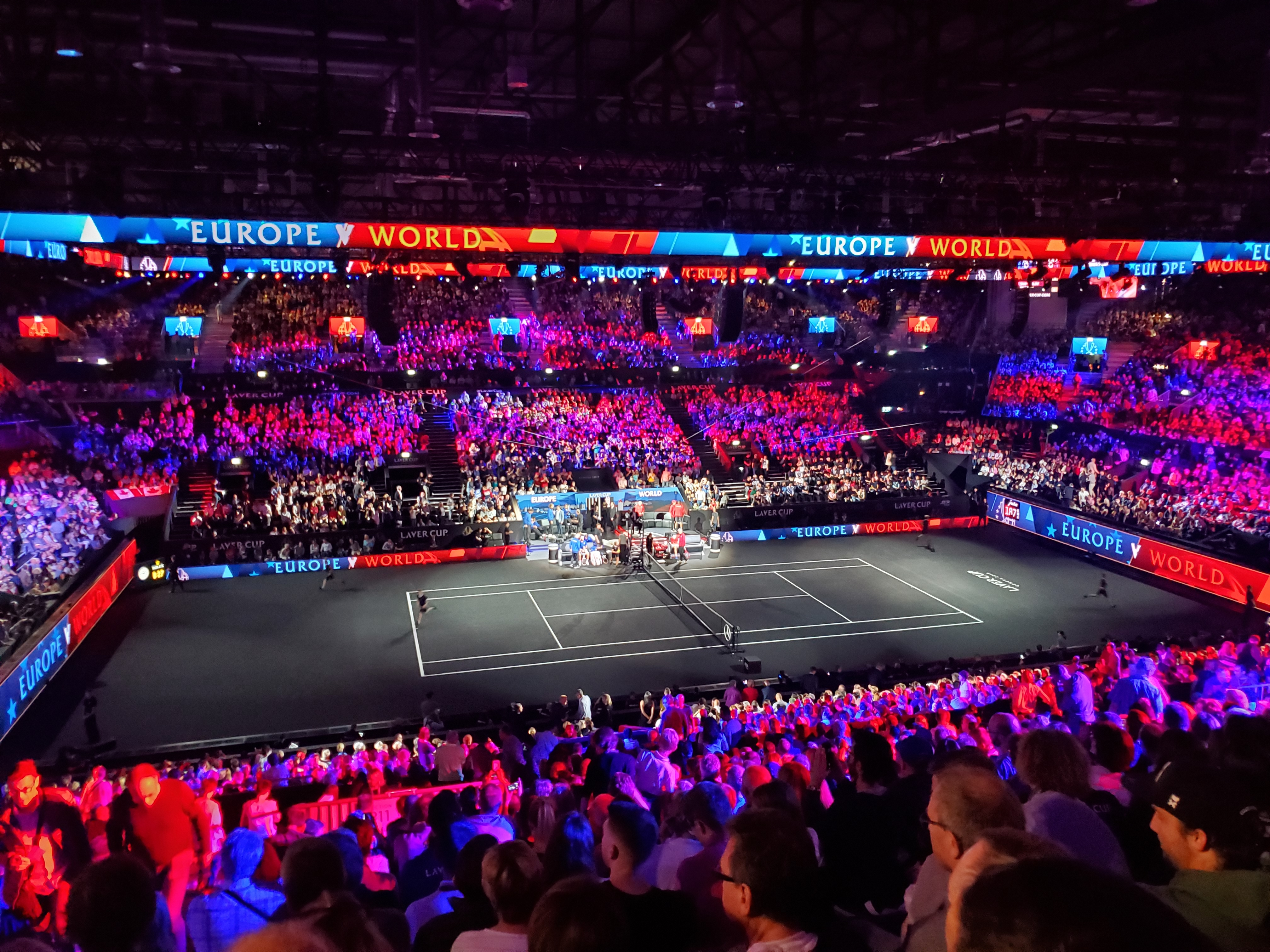
De zwarte baan in 2019

Vanaf 2019 wordt de Laver Cup beschouwd als een officieel toernooi op de ATP-kalender.
In 2020 was er geen Laver Cup vanwege de coronapandemie die dat jaar uitbrak. De editie van 2020 is daarom verplaatst naar 2021.
In 2022 won voor het eerst in 5 edities Team Wereld de Laver Cup.

## Edities
| jaar | winnaar     | uitslag | verliezer   | locatie       | gaststad      | aanvoerder Europa | aanvoerder Wereld |
| ---- | ----------- | ------- | ----------- | ------------- | ------------- | ----------------- | ----------------- |
| 2017 | Team Europa | 15-9    | Team Wereld | O2 Arena      | Praag         | Björn Borg        | John McEnroe      |
| 2018 | Team Europa | 13-8    | Team Wereld | United Center | Chicago       | Björn Borg        | John McEnroe      |
| 2019 | Team Europa | 13-11   | Team Wereld | Palexpo       | Genève        | Björn Borg        | John McEnroe      |
| 2021 | Team Europa | 14-1    | Team Wereld | TD Garden     | Boston        | Björn Borg        | John McEnroe      |
| 2022 | Team Wereld | 13-8    | Team Europa | The O2        | Londen        | Björn Borg        | John McEnroe      |
| 2023 | Team Wereld | 13-2    | Team Europa | Rogers Arena  | Vancouver     | Björn Borg        | John McEnroe      |
| 2024 | Team Europa | 13-11   | Team Wereld | Uber Arena    | Berlijn       | Björn Borg        | John McEnroe      |
| 2025 | n.n.b.      | n.n.b.  | n.n.b.      | Chase Center  | San Francisco | Yannick Noah      | Andre Agassi      |
| 2026 | n.n.b.      | n.n.b.  | n.n.b.      | The O2        | Londen        |                   |                   |

2017 · 2018 · 2019  · 2020 · 2021 · 2022 · 2023 · 2024
ITF-toernooien (mannen en vrouwen)

ATP-toernooien (mannen) – ATP-seizoen 2025

WTA-toernooien (vrouwen) – WTA-seizoen 2025

Voormalige toernooien mannen
Voormalige toernooien vrouwen
Voormalige amateurtoernooien